# Great Hatfield
Great Hatfield är en by i civil parish Hatfield, i distriktet East Riding of Yorkshire, i grevskapet East Riding of Yorkshire, i England. Byn är belägen 16 km från Beverley. Great Hatfield var en civil parish 1866–1935 när blev den en del av Hatfield. Civil parish hade 147 invånare år 1931. Byn nämndes i Domedagsboken (Domesday Book) år 1086, och kallades då Haiefelt/Haifeld/Haifelt.